# Wonderwall (nummer)
Wonderwall is een nummer van de Britse rockband Oasis. Het nummer werd op 30 oktober 1995 uitgebracht als de derde single van het tweede studioalbum (What's the Story) Morning Glory?, eveneens uit 1995. Het nummer is geschreven door de gitarist Noel Gallagher. Het nummer staat ook op het compilatiealbum Stop the Clocks.

## Achtergrond
De titel van het nummer komt van George Harrison's eerste album, Wonderwall Music. Dit album van Harrison was de soundtrack voor de film Wonderwall, maar van een groot succes was bij deze film geen sprake.

Noel Gallagher ontkende tegenover de media dat hij het nummer voor zijn toenmalige vriendin schreef: 
De betekenis van het lied mij uit de handen genomen door de media die erbovenop sprongen, en hoe vertel je je vriendin dat het niet over haar gaat zodra ze heeft gelezen dat het wel zo is? Het gaat over een denkbeeldige vriend die komt om je van je eigen leven te redden. —  Vertaald citaat van Noel Gallagher 
De inspiratie voor de cover van de single komt van de schilderijen van de Belgische surrealistische schilder René Magritte. De afbeelding is een bewerkte foto gemaakt op Primrose Hill in Noordwest-Londen.
Op de vraag of de band het niet zat wordt het nummer tijdens elk concert te spelen, antwoordde Noel door te zeggen dat je "het niet zat kan worden als 15.000 mensen "Wonderwall" schreeuwen."

## Commerciële ontvangst
De single behaalde in thuisland het Verenigd Koninkrijk de 2e positie in de UK Singles Chart. Voor Oasis was Wonderwall de doorbraak in de Verenigde Staten, voor het eerst werd een top 10-notering in de Billboard Hot 100 bereikt.
In Nederland werd de plaat destijds veel gedraaid op de radio en bereikte de 9e positie in de Nederlandse Top 40 op Radio 538 en de 8e positie in de Mega Top 50 op Radio 3FM. Sinds de editie van 2005 staat de plaat genoteerd in de jaarlijkse NPO Radio 2 Top 2000 van de Nederlandse publieke radiozender NPO Radio 2. 
In België bereikte de plaat de 7e positie in zowel de Vlaamse Ultratop 50 als de Vlaamse Radio 2 Top 30.

## Hitnoteringen

### Nederlandse Top 40
| "Wonderwall" in de Nederlandse Top 40 - binnen 23-12-1995 | "Wonderwall" in de Nederlandse Top 40 - binnen 23-12-1995 | "Wonderwall" in de Nederlandse Top 40 - binnen 23-12-1995 | "Wonderwall" in de Nederlandse Top 40 - binnen 23-12-1995 | "Wonderwall" in de Nederlandse Top 40 - binnen 23-12-1995 | "Wonderwall" in de Nederlandse Top 40 - binnen 23-12-1995 | "Wonderwall" in de Nederlandse Top 40 - binnen 23-12-1995 | "Wonderwall" in de Nederlandse Top 40 - binnen 23-12-1995 | "Wonderwall" in de Nederlandse Top 40 - binnen 23-12-1995 | "Wonderwall" in de Nederlandse Top 40 - binnen 23-12-1995 | "Wonderwall" in de Nederlandse Top 40 - binnen 23-12-1995 | "Wonderwall" in de Nederlandse Top 40 - binnen 23-12-1995 | "Wonderwall" in de Nederlandse Top 40 - binnen 23-12-1995 | "Wonderwall" in de Nederlandse Top 40 - binnen 23-12-1995 |
| Week                                                      | 1                                                         | 2                                                         | 3                                                         | 4                                                         | 5                                                         | 6                                                         | 7                                                         | 8                                                         | 9                                                         | 10                                                        | 11                                                        | 12                                                        |                                                           |
| --------------------------------------------------------- | --------------------------------------------------------- | --------------------------------------------------------- | --------------------------------------------------------- | --------------------------------------------------------- | --------------------------------------------------------- | --------------------------------------------------------- | --------------------------------------------------------- | --------------------------------------------------------- | --------------------------------------------------------- | --------------------------------------------------------- | --------------------------------------------------------- | --------------------------------------------------------- | --------------------------------------------------------- |
| Nummer                                                    | 38                                                        | 28                                                        | 20                                                        | 16                                                        | 13                                                        | 11                                                        | 10                                                        | 9                                                         | 12                                                        | 15                                                        | 22                                                        | 25                                                        | uit                                                       |

### Mega Top 50
Hitnotering: 23-12-1995 t/m 16-03-1996. Hoogste notering: #8 (2 weken). 

### NPO Radio 2 Top 2000
| Nummer met noteringen in de NPO Radio 2 Top 2000 | '05 | '06 | '07 | '08 | '09 | '10 | '11 | '12 | '13 | '14 | '15 | '16 | '17 | '18 | '19 | '20 | '21 | '22 | '23 | '24 |
| ------------------------------------------------ | --- | --- | --- | --- | --- | --- | --- | --- | --- | --- | --- | --- | --- | --- | --- | --- | --- | --- | --- | --- |
| Wonderwall                                       | 312 | 159 | 195 | 346 | 150 | 190 | 136 | 133 | 133 | 164 | 140 | 105 | 100 | 107 | 120 | 134 | 146 | 163 | 166 | 162 |

1. ↑  Een vetgedrukt getal geeft de hoogste notering aan.
2. ↑  2005 was het eerste jaar met een notering voor dit nummer.

## Covers
Het liedje is inmiddels een aantal keren gecoverd. 
- In december 1995 - enige maanden na de release van Oasis verscheen er een easy tune-achtige cover van The Mike Flowers Pops. Deze single scoorde een nummer 1-notering in Schotland en bereikte een tweede plaats in de UK Singles Chart. In de Nederlandse Single Top 100 bereikte deze versie de 40e positie.
- Een Nederlandse bewerking, dan als La La Land, staat op het album O ja! van Jan Rot.
- Paul Anka nam in 2005 een jazzy versie op van het nummer.